# Feilaifeng-Felsskulpturen

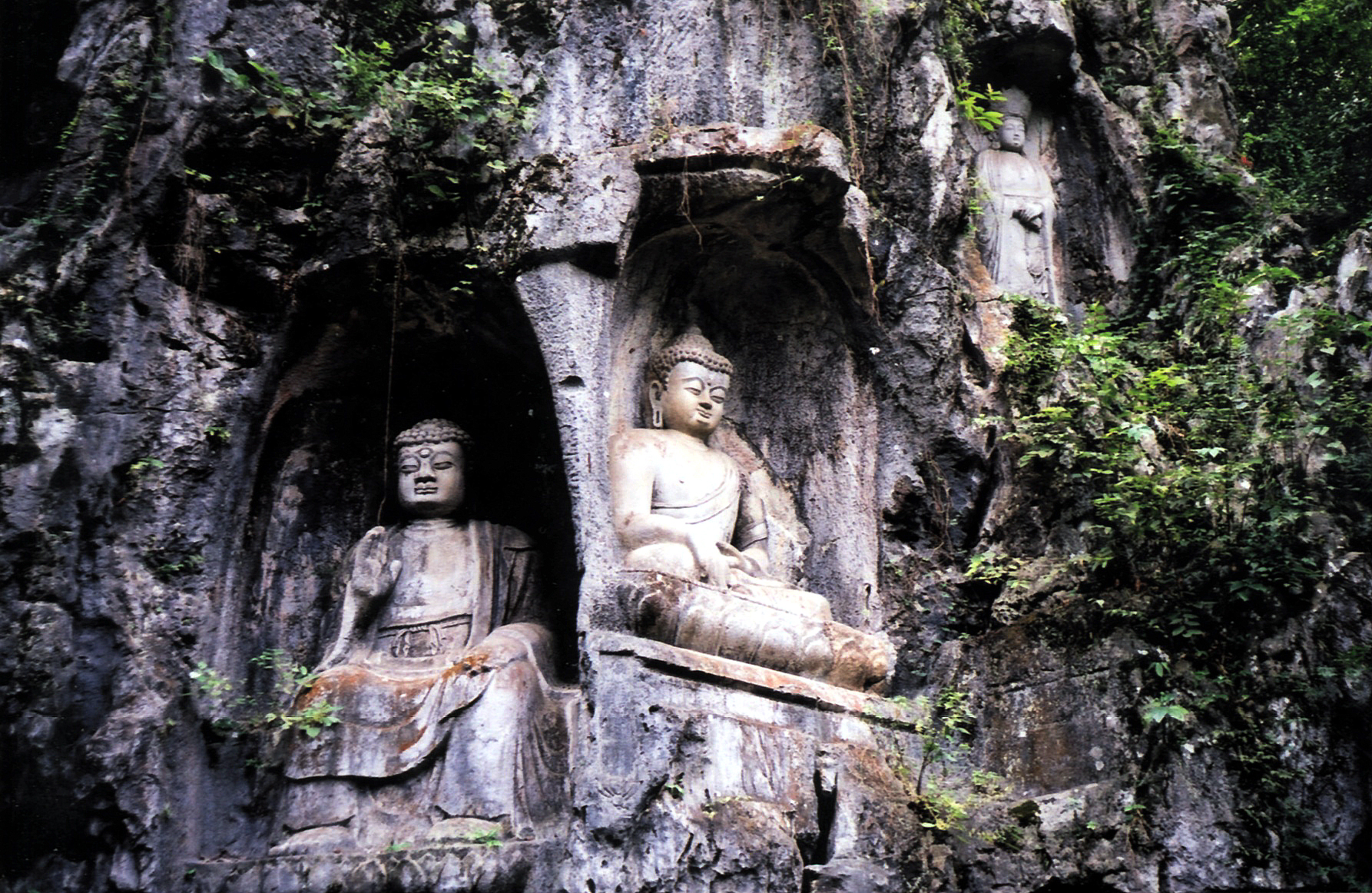
Feilaifeng-Grotten

Maitreya (in Budai-Form) mit Schülern

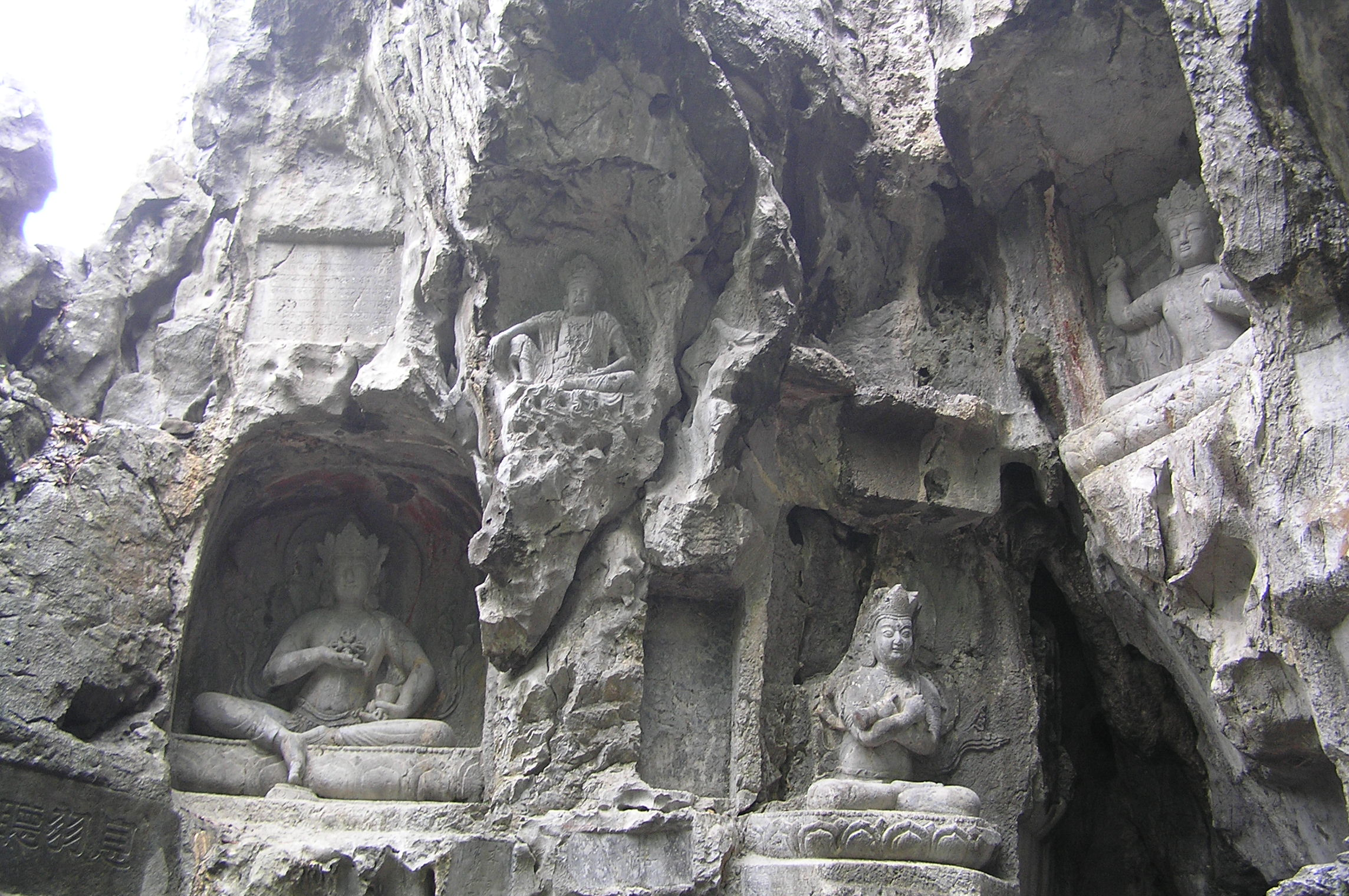
Feilaifeng-Grotten

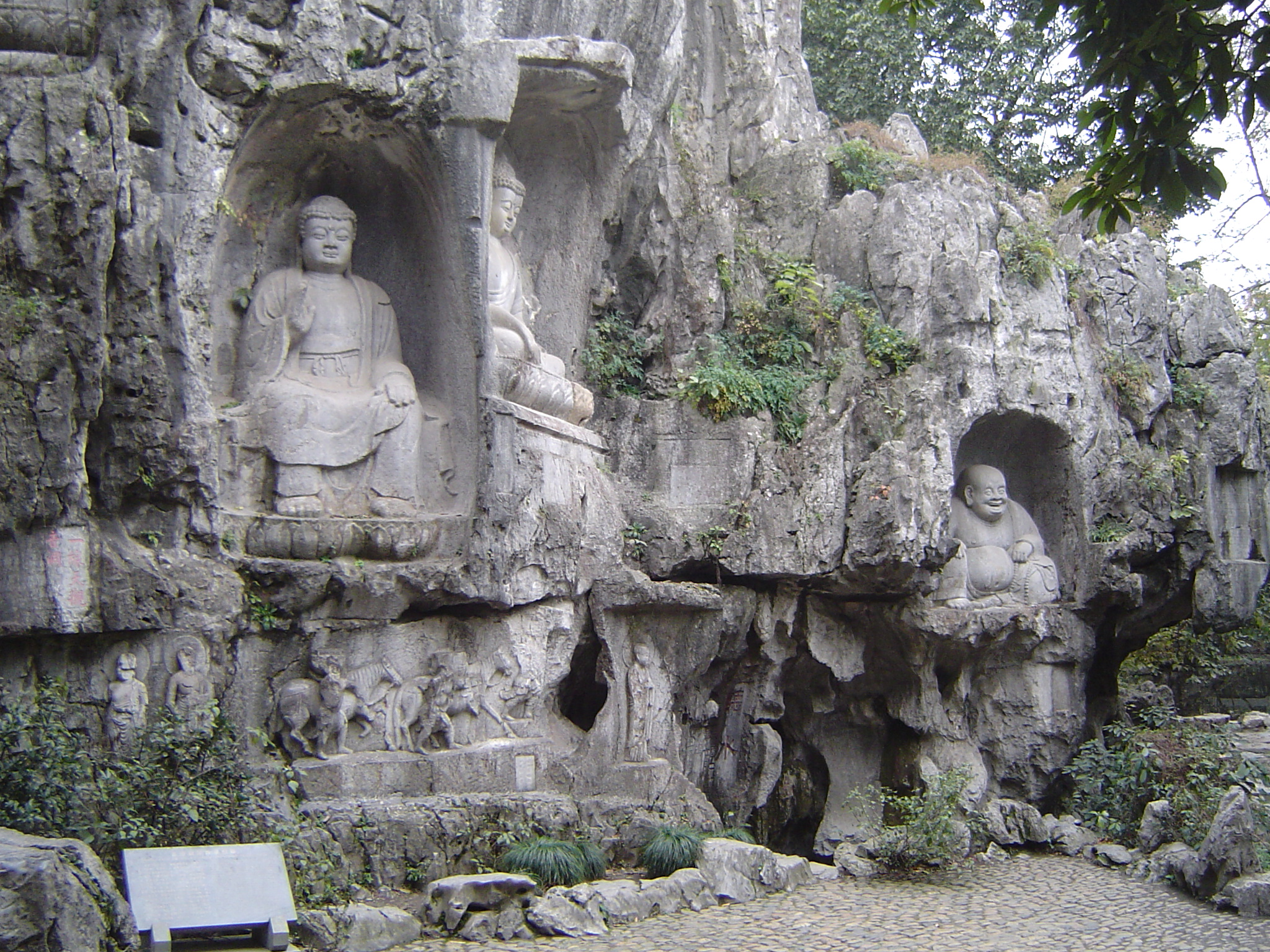
Feilaifeng-Grotten vor dem Lingyin-Kloster

Die Feilaifeng-Felsskulpturen (chinesisch 飛來峰造像 / 飞来峰造像, Pinyin Fēiláifēng zàoxiàng, englisch Feilaifeng Cliffside Sculptures / Sculptures of Feilai feng Peak) sind buddhistische Skulpturen aus der Zeit der Fünf Dynastien bis Ming-Dynastie. Sie stammen hauptsächlich aus der Zeit der Mongolen-Herrschaft.
Sie befinden sich vor dem Lingyin-Kloster (靈隐寺 / 灵隐寺,  Língyǐn sì) auf dem Gebiet der bezirksfreien Stadt Hangzhou in der Provinz Zhejiang, China.
Seit 1982 stehen die Feilaifeng-Felsskulpturen auf der Liste der Denkmäler der Volksrepublik China in Zhejiang (2-15).